# Amedee Chabot
Amedee Chabot (Chicago, Illinois, Estados Unidos, 30 de noviembre de 1945), también acreditada como Amadee Chabot, Amadée Chabot o Amedée Chabot, es una actriz -ya retirada- y empresaria estadounidense, quien desarrolló su carrera artística mayormente en México durante la segunda mitad de la década de los 60 en la Época de Oro del cine mexicano, donde se hizo famosa por su participación en las películas, Operación carambola (1968) y El mundo de los aviones (1969), ambas protagonizadas por el cómico Gaspar Henaine "Capulina".

## Biografía
Amedee Chabot nació en Chicago, Illinois en 1945, pero en su niñez se trasladó con su familia a Northridge, California donde pasó su infancia y adolescencia. En 1962 participó y ganó el concurso de Miss California y luego ganaría también el certamen de Miss USA World, realizado en la ciudad de Huntington, Virginia Occidental, el cual le dio el derecho a representar a Estados Unidos en la edición del Miss Mundo de ese mismo año, donde quedó como séptima finalista.
Debido a su gran belleza y su voluptuosa figura, así como también su destacada participación en el Miss Mundo, Chabot fue contratada por el mismísimo Bob Hope para participar en una de sus actuaciones para el ejército de los Estados Unidos en el sureste asiático, lo que daría pie a que ella decidiera seguir una carrera artística por lo que, en 1963, Chabot debutó en Hollywood apareciendo en dos episodios de la serie televisiva "The Beverly Hillbillies" y luego intervendría en las películas Muscle Beach Party, A House is Not a Home y For Those Who Think Young (las tres rodadas en 1964), Three on a Couch (1965, junto a Jerry Lewis) y Murderers' Row (1966, con Dean Martin) haciendo papeles menores hasta que, en 1966, ella recibió un contrato para filmar la película mexicana El tesoro de Moctezuma -dirigida por René Cardona y René Cardona Jr., la cual fue la secuela de Operación 67 y que también contó con la participación de El Santo y Jorge Rivero- la cual significó su debut en el cine mexicano.
A partir de allí Chabot participó durante los siguientes dos años en la friolera de 24 películas -incluyendo también a coproducciones fílmicas hechas entre México y otros países como Perú, Colombia, Puerto Rico y Ecuador- en donde, casi siempre, interpretaba a despampanantes y misteriosas mujeres extranjeras, a pesar de que para la época ella misma no hablaba español (su voz era, mayormente, doblada en postproducción por otras actrices mexicanas). Entre sus películas más conocidas durante su estancia en el país azteca podemos citar: Autopsia de un fantasma (1966), Agente 00 Sexy (1967), Peligro...! mujeres en acción (1967), Narda o el verano (1968) y Las sicodélicas (1968). En 1969, luego de participar en la cinta colombo-mexicana Campeones del ring (estrenada tres años después), Chabot anunció su retiro del mundo del espectáculo para volver a su país y finalmente casarse y ser madre.
En la actualidad Amedee Chabot vive con su familia en la ciudad californiana de Merced y, desde la década de 1990, trabaja como agente inmobiliaria siendo, además, una de las empresarias de bienes raíces más exitosas de dicho estado de EE. UU.

## Filmografía

### EE. UU.

#### Cine
- Muscle Beach Party (1964) ... Flo
- A House is Not a Home (1964) ... Call girl
- For Those Who Think Young (1964) ... Chica en la playa (no aparece en los créditos)
- Three on a Couch (1965) ... Modelo de lencería
- The Trouble with Angels (1966) ... Secretaria
- The Silencers (1966) ... Chica (no aparece en los créditos)
- Murderers' Row (1966) ... Chica (no aparece en los créditos)
- The Gnome-mobile (1967) ... Gnomo casada (no aparece en los créditos)

#### Televisión
- The Beverly Hillbillies (1963) ... Karen Crandall (episodios "A Man for Elly" y "The Race for Queen")
- The Joey Bishop Show (1963-1964) ... Bañista (episodio "The Baby Sitter") y Conductora en traje de baño (episodio "Hilda, the Maid, Quits")
- The Farmer's Daughter (1965) ... Modelo (Episodio "High Fashion") y Chica atractiva 2 (Episodio "Stag at Bay")

### México

#### Cine
- Báñame mi amor (1966) ... Regina
- Autopsia de un fantasma (1966) ... Dra. Galena Pulido
- Agente 00 Sexy (1967) ... Angora
- El día de la boda (1967) ... Bárbara
- El hombre de negro (1967) ... Alice O’Connor
- Un latin lover en Acapulco (1967) ... Turista
- El matrimonio es como el demonio (1967) ... Bárbara
- No se mande, profe (1967) ... Srta. Nielsen
- Operación carambola (1967) ... Gloria / Clara
- Peligro...! mujeres en acción (1967) ... Agente de la S.O.S. en Ecuador
- La venganza de Gabino Barrera (1967) ... Joan Carson
- La captura de Gabino Barrera (1967) ... Joan Carson
- El tesoro de Moctezuma (1968) ... Estela Ruiz, alias Flor de Loto
- Tres amigos (1968) ... Turista rubia
- El mundo de los aviones (1968) ... Martita
- Una mujer para los sábados (1968) ... Luisa
- Las fieras (1968) ... Romina
- El criado malcriado (1968) ... Bernarda
- Como perros y gatos (1968) ... Ester
- Click, fotógrafo de modelos (1968) ... Noviembre, nudista
- Los asesinos (1968) ... Sara
- Autopsia de un fantasma (1968)... Hija del inventor.
- Las sicodélicas (1968) ... Adriana
- Narda o el verano (1968) ... Narda / Elise
- El aviso inoportuno (1969) ... Mujer del administrador
- Campeones del ring (1972) ... Cristina